# Суф'ян Стівенс
Суф'ян Стівенс (англ. Sufjan Stevens; нар. 1 липня 1975) — американський співак, автор пісень і мультиінструменталіст. Випустив одинадцять сольних студійних альбомів і кілька спільних альбомів з іншими виконавцями. Був номінований на Греммі та Оскар.
Його дебютний альбом A Sun Came вийшов у 2000 році на лейблі Asthmatic Kitty, який він заснував разом зі своїм вітчимом. Стівенс отримав широке визнання за альбом 2005 року Illinois, який посів перше місце в чарті Billboard Top Heatseekers, а також за сингл «Chicago» з цього альбому. Пізніше Стівенс взяв участь у саундтреку до фільму 2017 року Назви мене своїм ім'ям. Він отримав номінацію на премію Оскар за найкращу оригінальну пісню та номінацію на Греммі за найкращу пісню, написану для візуальних медіа за головний сингл саундтреку «Mystery of Love».
Стівенс випустив альбоми різних стилів, від електроніки The Age of Adz і ло-фай-фолку Seven Swans до симфонічної інструментальної роботи Illinois та різдвяного Songs for Christmas. Він використовує різні інструменти, часто сам грає на багатьох із них на одному записі. Музика Стівенса також відома тим, що досліджує різні теми, зокрема релігію та духовність.

## Ранні роки
Стівенс народився в Детройті, штат Мічиган, і жив там до дев'яти років, коли його сім'я переїхала в Алансон, штат Мічиган. Його виховували батько, Расджид, і мачуха, Пет, і хлопчик лише зрідка відвідував свою матір, Керрі, в Орегоні після того, як вона вийшла заміж за свого другого чоловіка, Лоуелла Бремса. Пізніше Бремс очолив звукозаписний лейбл Стівенса Asthmatic Kitty. Його брат Марзукі Стівенс — колишній професійний бігун. Стівенс має литовське та грецьке походження.
Стівенс відвідував Детройтську вальдорфську школу, державні школи Алансона та академію мистецтв Інтерлохен, а також закінчив християнську школу Харбор Лайт. Потім він навчався в Хоуп коледжі в Холланді, штат Мічиган, де закінчив Phi Beta Kappa, а потім здобув ступінь магістра в The New School в Нью-Йорку.
Суф'ян означає «приходить з мечем». Найбільш відоме ім'я належало Абу Суф'яну, діячу ранньої ісламської історії. Ім'я Стівенсу дав засновник Субуд, міжконфесійної духовної спільноти, до якої належали його батьки, коли він народився.

## Кар'єра

### Початок кар'єри та проєкт «П'ятдесят штатів» (1995—2006)
Стівенс розпочав свою музичну кар'єру як учасник Marzuki, фолк-рок групи з Холланда, штат Мічиган, а також гаражного гурту Con Los Dudes. Він також грав на різних інструментах для Danielson Famile. Під час свого останнього семестру в Hope College Стівенс написав і записав дебютний сольний альбом A Sun Came, який випустив на Asthmatic Kitty Records. Пізніше він переїхав до Нью-Йорка, де записався на письменницьку програму в Новій школі соціальних досліджень. Під час навчання в Стівенс зацікавився формою оповідання, що, на його думку, спонукало його написати роман, але зрештою повернувся до написання пісень.
Перебуваючи в Нью-Йорку, Стівенс писав і записував музику для другого альбому Enjoy Your Rabbit, циклу пісень, заснованих на тваринах китайського зодіаку.
Слідом за цим Стівенс випустив альбом Michigan, збірку народних пісень та інструментальних композицій. Він містить оди містам, зокрема Детройту та Флінту, Верхньому півострову та курортним зонам. Починаючи з цього альбому, Стівенс оголосив про намір написати альбом для кожного з 50 штатів США, який він назвав Проєктом п'ятдесяти штатів (Fifty States Project). Після випуску Michigan Стівенс зібрав збірку пісень, записаних раніше, для сайд-проекту, альбому Seven Swans, який вийшов у березні 2004 року. Стівенс не залишав роботу у відділі дитячих книг у Time Warner до гастролей Seven Swans.
Потім він випустив другий у проєкті П'ятдесят штатів під назвою Illinois. Серед тем, досліджених в Іллінойсі, — міста Чикаго, Декатур і Джексонвіль; Всесвітня колумбійська виставка 1893 року, смерть друга в День Казимира Пуласького, поет Карл Сендбург і серійний убивця Джон Вейн Гейсі. Illinois отримав широке визнання.
У квітні 2006 року Стівенс оголосив, що 21 музичний твір, який він зібрав із сесій запису в Illinois, буде включено до нового альбому під назвою The Avalanche, який вийшов 11 липня 2006 року. 11 вересня 2006 року в Нешвіллі, штат Теннессі, Стівенс представив EP під назвою Majesty Snowbird. 21 листопада 2006 року вийшов бокс-сет із п'яти компакт-дисків Songs for Christmas, який містить оригінали та різдвяні стандарти, записані щороку, починаючи з 2001 (крім 2004).
Хоча інколи припускали, що подальша робота Стівенса пов'язана з майбутніми проєктами States, пізніше Стівенс визнав, що проєкт був «рекламний трюк», а не той, який він серйозно збирався виконати.

### Альбом саундтреків та спільні проєкти (2007—2009)
Під час зимових канікул 2005 року Стівенс записав альбом з Роузі Томас і Денісоном Вітмером, які грали на банджо та співали. У грудні 2006 року спільні записи були опубліковані Nettwerk як альбом Розі Томас під назвою These Friends of Mine. У фізичному вигляді альбом був випущений 13 березня 2007 року.
31 травня 2007 року Asthmatic Kitty оголосила, що на початку листопада 2007 року Стівенс проведе прем'єру нового проєкту під назвою The BQE. Проєкт, який називають «симфонічним і кінематографічним дослідженням сумнозвісної швидкісної дороги Нью-Йорка Бруклін-Квінс» з'явився в прямому ефірі. На The BQE демонструвався оригінальний фільм Стівенса (знятий на плівку Super 8 і стандартний 16 мм), тоді як Стівенс і акомпануючий оркестр забезпечували живий саундтрек. У виставі брали участь 36 виконавців, серед яких малий оркестр, ансамбль духових і духових інструментів, струнники, валторністи та хулахупери. The BQE було створено на замовлення Бруклінської музичної академії в рамках фестивалю Next Wave і виконувалося три ночі поспіль з 1 по 3 листопада 2007 року.
Вистава була розпродана в BAM Opera House на 2109 місць без жодної реклами. Після трьох тижнів репетицій трьома десятками музикантів він представив 30-хвилинну композицію. Після The BQE була додаткова година концерту Стівенса та його оркестру. The BQE отримав премію Брендана Гілла 2008 року. У квітні 2007 року в Брукліні та Філадельфії Стівенс зробив неоголошений виступ у турі Томас на підтримку цього альбому. У 2007 році він зробив акустичну відеосесію Take-Away Show, зняту Вінсентом Муном на даху в Цинциннаті. У 2007 році він давав несподівані концерти, зокрема виступав у Кеннеді-центрі на святкуванні десятої річниці концертів Millennium Stage.
Стівенс брав участь у проєктах Денісона Вітмера, Soul-Junk, Half-handed Cloud, Brother Danielson, Danielson Famile, Serena-Maneesh, Castanets, Will Stratton, Shannon Stephens, Clare & the Reasons, Little Scream і Ліз Джейнс. У 2007 році Стівенс зіграв на фортепіано в альбомі The National Boxer, продюсував і написав багато інструментальних треків до альбому Розі Томас These Friends of Mine, кілька інструментів в альбомі Ben + Vesper All This Could Kill You та гобой і вокал до альбому Девіда Гарленда Noise 2007 року.
Він написав кавер-версії пісень Тіма Баклі («She Is»), Джоні Мітчелл («Free Man in Paris»), Деніела Джонстона («Worried Shoes»), Джона Фейхі («Variation on 'Commemorative Transfiguration & Communion at Magruder Park»), The Innocence Mission («The Lakes of Canada»), Боба Ділана («Ring Them Bells»), Дрейка («Hotline Bling»), Прінса («Kiss») і The Beatles («What Goes On») до різних триб'ют-альбомів. Його версії «Free Man in Paris» і «What Goes On» примітні тим, що зберегли лише текст оригіналу, оскільки Стівенс взяв власну інтерпретацію мелодії та аранжування. Його виконання «The Star-Spangled Banner» має схожу змінену мелодію та аранжування, а також абсолютно новий куплет.
Його пісні «The Tallest Man, The Broadest Shoulders» і «All the Trees of the Field Will Clap Their Hands» були представлені в британській комедійній драмі Уроки водіння 2006 року, де знялися Джулі Волтерс і Руперт Ґрінт. У 2008 році він продюсував Welcome to The Welcome Wagon, дебютний альбом бруклінського дуету подружжя Віто та Монік Аюто, The Welcome Wagon.
У лютому 2009 року Стівенс зробив внесок з піснею «You Are the Blood» для альбому, присвяченого боротьбі зі СНІДом, Dark Was the Night, створеного Red Hot Organisation. У квітні 2009 року Стівенс виклав в інтернет пісню про режисера Софію Копполу. Ця пісня була написана, коли Стівенс навчався в коледжі, із серії пісень про імена.

### Сольні студійні альбоми (2009—2011)
У вересні 2009 року Стівенс почав виконувати чотири нові пісні під час осіннього туру: «All Delighted People», «Impossible Soul», «Too Much» і «Age of Adz». Того року він взяв участь в альбомі зі своїм вітчимом, Ловеллом Бремсом, під назвою Music for Insomnia. Альбом був випущений 8 грудня 2009 року. 6 жовтня 2009 року лейбл Стівенса, Asthmatic Kitty Records, випустив альбом версій його альбому 2001 року Enjoy Your Rabbit, переаранжований для струнних і виконаний Osso String Quartet, під назвою Run Rabbit Run.
У 2010 році Стівенс брав участь в альбомі The National High Violet, який вийшов у травні, і співав бек-вокал для гурту в Late Show з Девідом Леттерманом. Після випуску High Violet фронтмен гурту Метт Бернінгер згадав, що Стівенс записує новий альбом у студії гурту і що The National з'явиться на деяких треках. 20 серпня 2010 року Стівенс несподівано випустив нову збірку треків, EP All Delighted People, для цифрового завантаження. 26 серпня Asthmatic Kitty оголосив, що Стівенс випустить новий повноформатний альбом The Age of Adz 12 жовтня.
Обидва альбоми містили широкий спектр аранжувань, від оркестрових до електронних. Довжина пісень також була збільшена; трек «Djohariah» з All Delighted People триває 17 хвилин, а «Impossible Soul» з The Age of Adz — 25 хвилин. В альбомах також багато стилів від диско до фолку.
Стівенс заявив в інтерв'ю, що у 2009 і 2010 роках він страждав від загадкової виснажливої вірусної інфекції, яка вразила його нервову систему. Він відчував хронічний біль і був змушений припинити роботу над музикою на кілька місяців.
12 жовтня 2010 року Стівенс розпочав тур Північною Америкою в Монреалі, в якому представив практично весь новий матеріал. Тур тривав трохи більше ніж місяць і завершився 15 листопада 2010 року в Нью-Йорку. На початку 2011 року Стівенс гастролював по Австралії та Новій Зеландії, виступав у рамках Сіднейського фестивалю, і виступав на сцені з The National під час останнього з трьох аншлагових шоу в Окленді. Він також здійснив тур по Європі та Сполученому Королівству у квітні та травні 2011 року, виступаючи там вперше за п'ять років.

### Подальші спільні проєкти (2012—2014)
27 лютого 2012 року було оголошено, що Стівенс випустить спільний мініальбом під назвою Beak & Claw 20 березня з артистами Son Lux і Serengeti (S/S/S) на лейблі Anticon. Стівенс випустив 7 з близькою подругою Розі Томас для Record Store Day 2012 під назвою Hit & Run Vol. 1. Він також співпрацював з хореографом Джастіном Пеком над двома балетами для New York City Ballet: Year of the Rabbit (2012) і Everywhere We Go (2014), обидва отримали високу оцінку критиків. Стівенс разом із колегами з Брукліна Ніко Мулі та Брайсом Десснером розпочали виконання свого класичного проєкту Planetarium, циклу пісень про планети нашої сонячної системи в таких країнах як Англія, Нідерланди, Австралія та Франція з березня по липень 2012 року.
2 жовтня 2012 року було оголошено, що Стівенс випустить другий набір різдвяних альбомів під назвою Silver & Gold: Songs for Christmas, Vols. 6–10 13 листопада 2012 р. 11 грудня 2012 року Стівенс випустив Chopped and Scrooged, різдвяний хіп-хоп мікстейп із музикою від Silver & Gold.
У рамках серії Flexi Disc від Joyful Noise 2013 року Стівенс і Кет Мартіно з Stranger Cat записали сингл «Take the Time». Мартіно взяла участь у багатьох минулих проєктах Стівенса, включаючи The Age of Adz.

### Carrie & Lowell(2015—2017)
12 січня 2015 року Asthmatic Kitty Records оголосила, що Стівенс випустить новий альбом під назвою Carrie & Lowell. Стівенс поділився першим синглом з альбому «No Shade in the Shadow of Cross» 16 лютого 2015 року. Carrie & Lowell вийшов 31 березня 2015 року. Альбом отримав схвалення критиків після свого виходу.
Альбом розповідає про нюанси та випробування життя матері Стівенса, Керрі, у якої діагностували біполярний розлад і шизофренію, залежність від наркотиків, і яка кинула його, коли йому виповнився рік; також у ньому згаданий вітчим Стівенса, Лоуелл Бремс. Стівенс також заявив, що написання пісень для альбому було підштовхнуто його горем та примиренням зі стосунками між ним і його матір'ю після смерті його матері через рак шлунка у 2012 році. 26 січня 2015 року Asthmatic Kitty Records оголосили про тур Північною Америкою, який розпочався у квітні 2015 року, щоб збігтися з новим альбомом. Стівенс також був хедлайнером фестивалю End of the Road у Великій Британії у вересні. 21 липня було оголошено дати другого туру по США, який відбувся в жовтні та листопаді 2015 року.
Після того, як у квітні 2012 року в Амстердамі Стівенс виконав нові композиції про Сонячну систему разом з композиторами Ніко Мулі та Брайсом Десснером, у березні 2017 року стало відомо, що вони троє разом із Джеймсом МакАлістером випустять альбом. «80-хвилинний концептуальний альбом» під назвою Planetarium був випущений у липні 2017 року. 28 квітня 2017 року було випущено концертний альбом і концертний фільм Carrie & Lowell Live. На додаток до концертного альбому, Стівенс анонсував іншу композицію Carrie & Lowell, The Greatest Gift, випущену 24 листопада. Він включає чотири неопубліковані пісні з сесій альбому, а також кілька реміксів і демо.

### Call Me by Your Name,The Ascension, Convocations і A Beginner's Mind(2017—2022)
У січні 2017 року було оголошено, що Стівенс додасть оригінальні пісні, написані та записані ним самим для романтичної драми про повноліття Назви мене своїм ім'ям. Фільм вийшов 24 листопада 2017 року на Sony Pictures Classics. Саундтрек до фільму містить дві нові пісні та ремікс існуючої пісні Стівенса: «Visions of Gideon», «Mystery of Love», яка представлена у трейлері фільму, а також у самому фільмі, а також «ефірне фортепіанне аранжування» пісні The Age of Adz «Futile Devices». У січні 2018 року «Mystery of Love» була номінована на премію Оскар за найкращу оригінальну пісню. Пізніше в тому ж році пісня отримала номінацію на премію «Греммі» як найкраща пісня, написана для візуальних медіа. Ця ж пісня використовувалася у другому сезоні серіалу Netflix Сексуальна освіта.
У грудні 2017 року Стівенс випустив дві версії пісні Tonya Harding. Відео пісні показує кліп фігуристки Тоні Гардінг, який виступає на Чемпіонаті США з фігурного катання 1991 року. Пізніше Стівенс розповів, що пісня була запропонована продюсерам для біографічного фільму Я, Тоня, який вийшов у той же період, але вони вирішили не включати її в фільм.
У жовтні 2018 року Стівенс виконав і записав спільний дует із попвиконавцем Анджело Де Огюстіном, сингл «Time». 29 травня 2019 року Стівенс випустив дві нові пісні «Love Yourself» і «With My Whole Heart», на честь Місяця прайду.
У жовтні 2019 року Стівенс випустив альбом The Decalogue з піаністом Тімо Андресом. Він заснований на однойменному балеті Джастіна Пека, написаному Стівенсом.
24 березня 2020 року Стівенс випустив спільний альбом зі своїм вітчимом Ловеллом Бремсом під назвою Aporia. У червні Стівенс анонсував восьмий студійний альбом під назвою The Ascension разом із головним синглом альбому «America», який був випущений 3 липня.
6 травня 2021 року Стівенс випустив п'ятитомний альбом музики для медитацій під назвою Convocations. 7 липня 2021 року Стівенс оголосив про випуск спільного альбому під назвою A Beginner's Mind, який він записав разом із колегою-фолк-співаком і автором пісень Анджело Де Августіном. Того ж дня вони оприлюднили обкладинку та перші два сингли «Reach Out» та «Olympus». A Beginner's Mind — це концептуальний альбом, кожен трек якого натхненний окремим фільмом 20-го або 21-го століття.

### Reflections і Javelin(2023–дотепер)
19 травня 2023 року вийшов альбом Reflections, який містить студійний варіант запису музики, написаної Стівенсом для однойменного балету  Джастіна Пека, Музику виконали піаністи Тімо Андрес і Конор Ханік.
06 жовтня 2023 року Стівенc випустив альбом Javelin. Лейбл Asthmatic Kitty Records у своєму прес-релізі назвав Javelin першим по справжньому авторським альбомом Стівенса з часів Carrie & Lowell , який теж присвячений смерті близької людини.

## Музичний стиль
Музику Стівенса найчастіше асоціюють з такими жанрами, як інді-фолк, альтернативний рок, інді-рок, інді-поп, бароко-поп, камерний поп, фолк-поп, авангардний фолк, ло-фай-фолк та електроніка. Мультиінструменталіст Стівенс відомий частим використанням банджо, але також грає на гітарі, фортепіано, барабанах, дерев'яних духових інструментах та кількох інших інструментах.
Роботи Стівенса досліджують теми кохання, релігії, космосу і горя.
Попри те, що в багатьох його піснях є духовні алюзії, Стівенс не вважає себе виконавцем сучасної християнської музики та не часто обговорює релігію з пресою.

## Особисте життя
З 2019 року Стівенс проживає в північній частині штату Нью-Йорк поблизу гір Катскілл. До цього він жив у Нью-Йорку 20 років. Він ідентифікує себе як християнин. У 2005 році Стівенс також заявив, що він відвідував англо-католицьку єпископальну церкву.
06 жовтня 2023 року Стівенс в своїх соціальних мережах Instagram і Tumblr розмістив дописи в яких повідомив, що присвячує новий альбом Javelin своєму партнеру Евансу Річардсону, який помер в квітні того ж року. Американський журнал про новини, моду, розваги та спосіб життя ЛГБТ Out Magazine написав, що публікація Стівенсом вищезгаданих дописів очевидно є камінг-аутом.

## Дискографія

### Студійні альбоми
- Sun Came (1999)
- Enjoy Your Rabbit (2001)
- Michigan (2003)
- Seven Swans (2004)
- Illinois (2005)
- The Avalanche (2006)
- The Age of Adz (2010)
- Carrie & Lowell (2015)
- The Ascension (2020)
- Convocations (2021)
- Javelin (2023)

### Колаборації
- Planetarium (2017), з Брюсом Десснером, Ніко Мюлі та Джеймсом МакАлістером
- The Decalogue (2019), з Тімо Андерсом
- Aporia (2020), з Лоуллом Брамсом
- A Beginner's Mind (2021), з Анджело Де Августіном
- Reflections (2023), з Тімо Андресом і Конором Ханіком